# Wuppertal Hauptbahnhof (Busbahnhof)
Der Busbahnhof am Hbf Wuppertal ist der zentrale Knotenpunkt des Wuppertaler Busnetzes. Er stellt eine leistungsfähige und komfortable Verknüpfung sowohl des Hauptbahnhofs als auch der Elberfelder Fußgängerzone mit den Wuppertaler Stadtbus-, CityExpress- und SchnellBus-Linien dar. Hauptbetreiber sind die Wuppertaler Stadtwerke (WSW).
Im Zuge der Neugestaltung des Döppersbergs wurde der alte Busbahnhof an der B7 im Juli 2014 geschlossen. Nach vier Jahren mit mehreren Ersatzhaltestellen wurde der neue Busbahnhof Ende November 2018 direkt am Bahnhof eröffnet.

## Geschichte

### Busbahnhof an der B7 (1955–2014)
Der Döppersberg nahm bereits seit Mitte des 18. Jahrhunderts eine verkehrstechnisch wichtige Position ein. Als nach dem Zweiten Weltkrieg der Autoverkehr zunahm, wurde 1955 mit dem Umbau des Döppersbergs zu einem autogerechten Verkehrskreuz begonnen. Im Zuge dieses Umbaus wurde auch ein Straßenbahn- und Busbahnhof um und an der B7 realisiert. Durch die Einstellung der Straßenbahn Wuppertal wurde der ÖPNV-Knotenpunkt am Döppersberg zum reinen Busbahnhof.

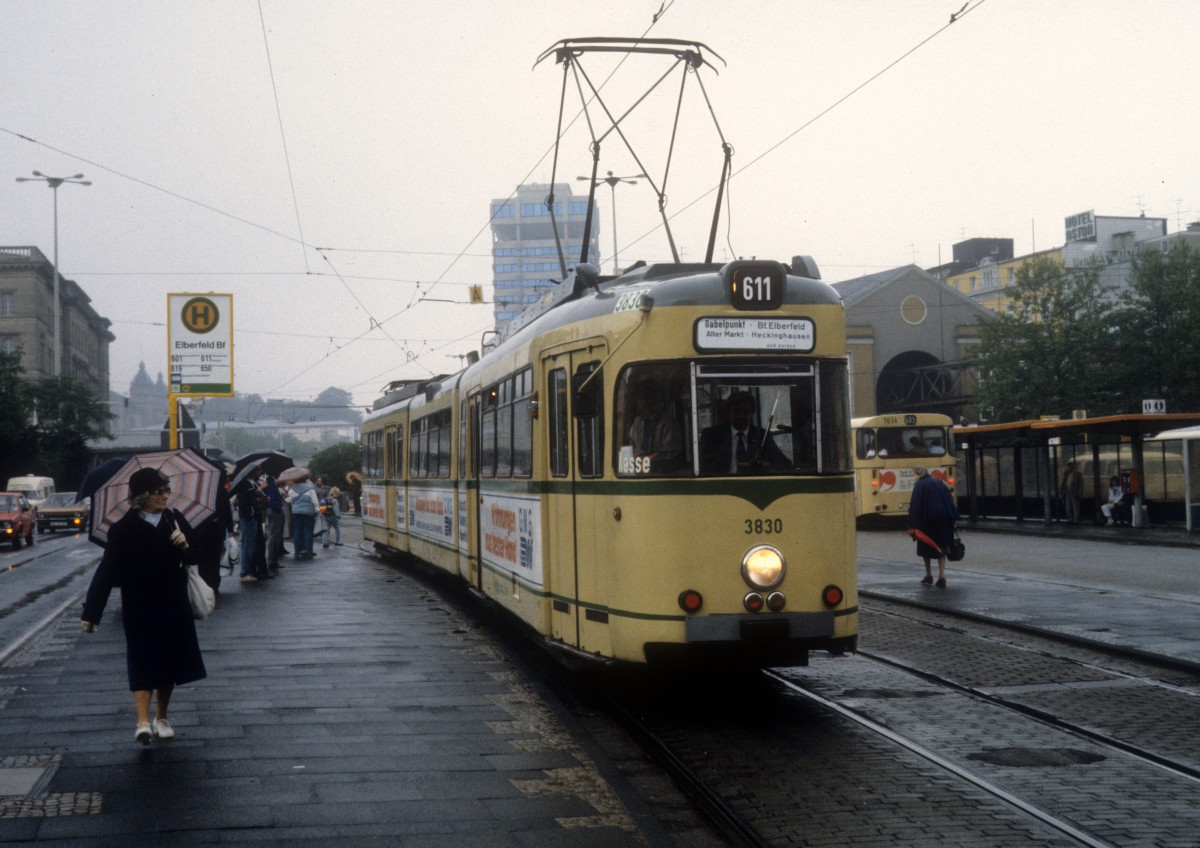
Straßenbahn und Bus am Döppersberg, 1987

Durch die Zunahme des Personennahverkehrs und des Individualverkehrs wurden ab Ende der 1990er Jahre erste Planungen über einen erneuten Umbau des Döppersbergs getätigt. Diese wurden in den folgenden Jahren immer weiter intensiviert und schlussendlich durch den Stadtrat im Jahre 2008 beschlossen.

### Umbau (2014–2018)

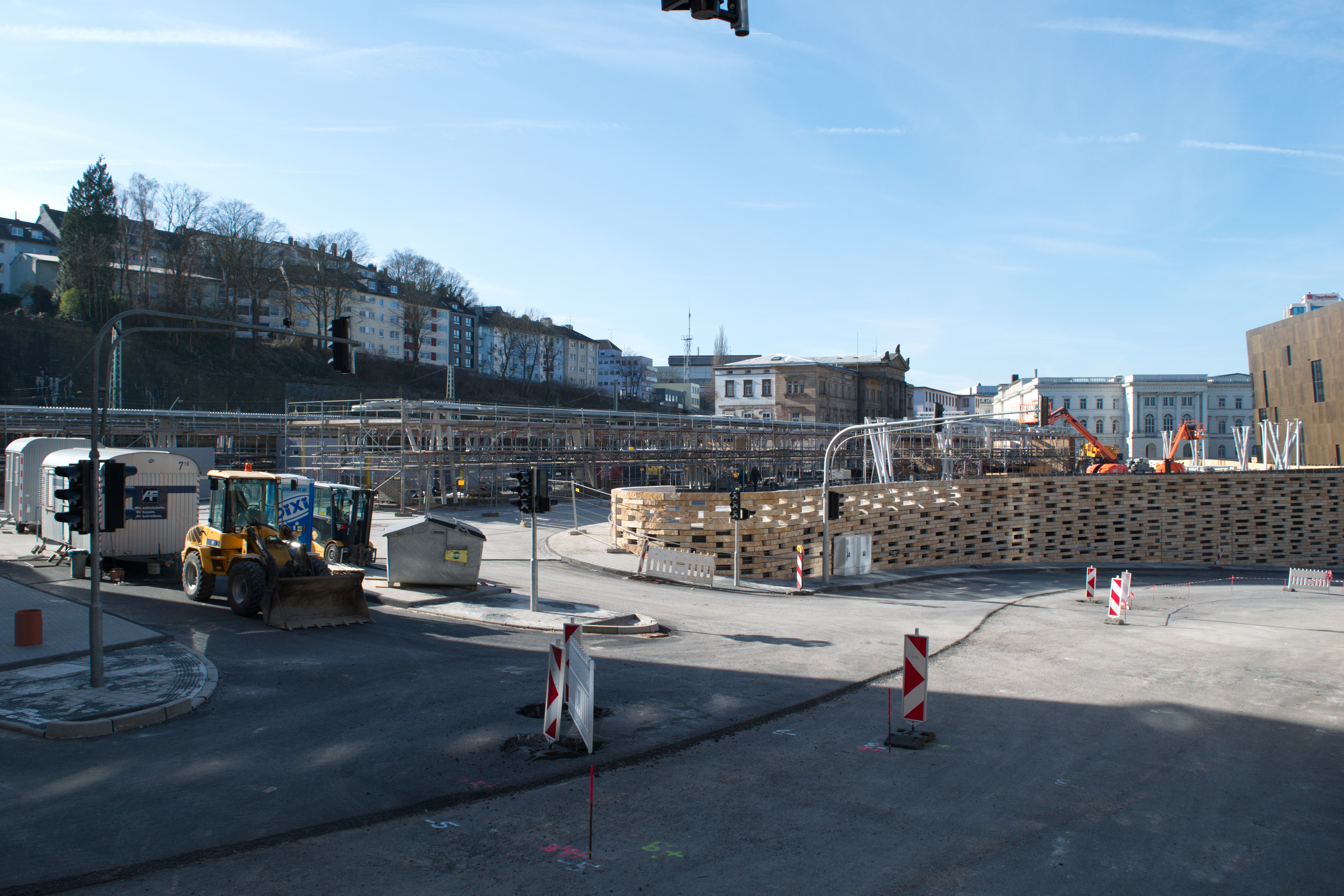
Busbahnhof im Bau (Februar 2018)

Im Juli 2014 wurde die B7 im Bereich des Döppersberges gesperrt und somit auch der Busbahnhof geschlossen. Für die Jahre des Umbaus wurde der Busbahnhof auf vier Haltestellen aufgeteilt: Ohligsmühle (Hbf), Brausenwerth (Hbf), Wall/Museum (Hbf) und Historische Stadthalle (Hbf). Bis Mai 2017 bedienten fast alle über den alten Busbahnhof verlaufende Buslinien die Haltestelle Ohligsmühle (Hbf). Des Weiteren wurde der Wall für Busse in beide Richtungen befahrbar, um eine Verbindung in Richtung Ronsdorf und Cronenberg gewährleisten zu können. Ende Mai 2017 wurde die letzte Etappe der Busbahnhofverlegung realisiert. Der zentrale Busbahnhof „Ohligsmühle (Hbf)“ wurde geschlossen und der Wall, wie vor Baubeginn, wieder einspurig. Die in Richtung Süden fahrenden Busse fuhren nun von der Haltestelle „Morianstraße (Hbf)“ ab.

### Neuer Busbahnhof direkt am Hauptbahnhof (ab 2018)

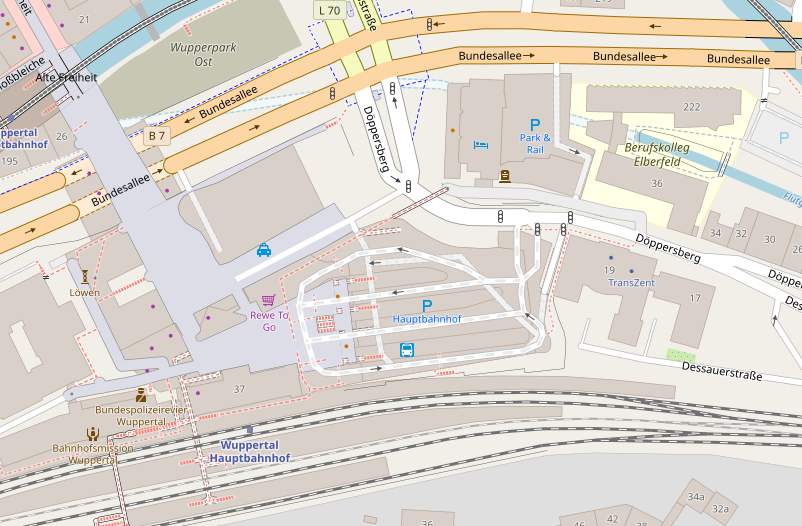
Karte des Busbahnhofs

Nach den Planung der Schüßler-Plan Ingenieurgesellschaft, Düsseldorf wurde eine strikte Trennung des Personennahverkehrs und des Individualverkehrs vollzogen. Der neue Busbahnhof entstand in unmittelbarer Nähe zum Hauptbahnhof, wodurch ein leichteres und schnelleres Umsteigen zwischen Fern-, Regional- und S-Bahn-Verkehr sowie dem örtlichen Nahverkehr ermöglicht wurde. Des Weiteren wurde südlich des Geländes, hinter dem Gebäude des Wuppertal Instituts, ein Busparkplatz gebaut.
Mit ihrem städtebaulichen Entwurf ordnen JSWD Architekten die verkehrliche Situation rund um den Hauptbahnhof auf mehreren Ebenen neu und schaffen eine attraktive urbane Situation. Es entstehen klare Raumkanten, die sich an der vorhandenen Bebauung orientieren. Im Zuge der Arbeiten wurde auch die Bundesstraße B7 tiefergelegt. Über eine neue, bebaute Fußgängerbrücke führt der Weg nun über die B7 hinweg und entlang einer Einzelhandelszone über den Vorplatz direkt hinein in die neue Bahnhofsmall. Die teilweise perforierte Kalksandstein-Fassade des Parkhauses und der Mall prägt die neue Fußgängerzone vor dem Bahnhof. Die Aluminiumdächer der Bussteige haben abgerundete Kanten und werden von leicht gekippten Stützenbündeln getragen.

## Bussteige
Der neue Busbahnhof besteht aus fünf Bussteigen, die richtungsbezogen angelegt sind. Somit fahren Busse mit gleichem oder ähnlichem Fahrweg vom selben Bussteig ab, z. B. alle Busse in Fahrtrichtung Westen von Bussteig 5. Abweichend von dieser Aufteilung sind die NachtExpress-Linien, sie verkehren alle von den Busteigen 3–5. Außerdem werden direkt an der B7 zwei Haltestellen für den SchwebebahnExpress, welcher bei Ausfall der Schwebebahn verkehrt, aufgestellt.
- Bussteig 1 – Richtung Neuenteich und Röttgen: 612, 622, 623, 643, 645
- Bussteig 2 – Richtung Hochstraße und Uellendahler Straße: SB69, CE65, 603, 607, 613, 620, 625, 628, 635, 643, 647
- Bussteig 3 – Richtung Hahnerberg/Schulzentrum Süd und Universität: CE64, CE65, 603, 613, 615, 623, 625, 635, 645, NE6, NE7, NE15
- Bussteig 4 – Richtung Osten und Ronsdorf: SB67, CE62, 611, 620, 628, NE3, NE4, NE5
- Bussteig 5 – Richtung Westen: SB66, SB68, 600, 601, 611, 619, 649, NE1,  NE2

## Linien

### SchnellBus und CityExpress
| Linie | Linienverlauf |     |
| ----- | --- | --- |
| SB66  | Wuppertal Hbf – Velbert, Willy-Brandt-Platz – Velbert, ZOB                                                            | 5   |
| SB67  | Wuppertal Hbf – Sprockhövel – Witten – Bochum, Ruhr-Universität                                                       | 4   |
| SB68  | Wuppertal Hbf – W-Wieden Schleife – Mettmann, Stadtwald – Mettmann, Jubiläumsplatz (– Mettmann, Rudolf-Diesel-Straße) | 5   |
| SB69  | Wuppertal Hbf – Wülfrath, Stadtmitte                                                                                  | 2   |
| CE62  | Wuppertal Hbf – W-Ronsdorf, Parkstraße – W-Ronsdorf, Am Stadtbahnhof                                                  | 4   |
| CE64  | Wuppertal Hbf – W-Cronenberg, Rathaus – W-Cronenberg, Kohlfurther Brücke (– Solingen, Graf Wilhelm Platz)             | 3   |
| CE65  | W-Dönberg, Am Handweiser – W-Uellendahl, Raukamp Schleife – Wuppertal Hbf – W-Cronenberg, Sudberg                     | 2/3 |

### Stadtbus
| Linie | Linienverlauf |     |
| ----- | --- | --- |
| 600   | Wuppertal Hbf – W-Vohwinkel, Schwebebahn Diese Linie verkehrt vor Betriebsbeginn und nach Betriebsende der Schwebebahn.                                            | 5   |
| 601   | Wuppertal Hbf – W-Elberfeld, Wieden Schleife ((– Wülfrath, Aprath Bf ) – Wülfrath, Stadtmitte)                                                                     | 5   |
| 603   | W-Katernberg, Am Eckbusch – Wuppertal Hbf – W-Cronenberg, Campus Freudenberg                                                                                       | 2/3 |
| 607   | Wuppertal Hbf – W-Katernberg, Am Eckbusch | 2   |
| 611   | W-Katernberg, Birkenhöhe Schleife – W-Elberfeld, Varresbecker Straße – W-Elberfeld, Westende – Wuppertal Hbf – W-Barmen Bahnhof – W-Heckinghausen, Lenneper Straße | 4/5 |
| 612   | Wuppertal Hbf – W-Elberfeld, Am Engelnberg – W-Wichlinghausen – W-Nächstebreck, Silberkuhle                                                                        | 1   |
| 613   | W-Katernberg, Am Eckbusch – Wuppertal Hbf – W-Hahnerberg, Schulzentrum Süd                                                                                         | 2/3 |
| 615   | Wuppertal Hbf – W-Cronenberg, Universität – W-Hahnerberg – W-Cronenberg, Cronenfeld – Remscheid, Gerstau – Remscheid, Willy-Brandt-Platz/Hbf                       | 3   |
| 619   | Wuppertal Hbf – W-Nützenberg, Rabenweg | 5   |
| 620   | (W-Elberfeld, Kuckelsberg –) W-Elberfeld, Wüstenhofener Straße – Wuppertal Hbf – W-Ronsdorf, Parkstraße, W-Ronsdorf, Bahnhof (– Remscheid, Lüttringhausen Rathaus) | 2/4 |
| 622   | Wuppertal Hbf – W-Elberfeld, Am Engelnberg – W-Wichlinghausen Markt – W-Oberbarmen, Bahnhof                                                                        | 1   |
| 623   | (W-Arrenberg, VillaMedia –) Wuppertal Hbf – W-Elberfeld, Am Engelnberg – W-Uellendahl, Sonnenblume                                                                 | 1/3 |
| 625   | W-Dönberg, Am Handweiser – W-Uellendahl – Wuppertal Hbf – W-Hahnerberg, Schulzentrum Süd – W-Cronenberg, Sudberg                                                   | 2/3 |
| 628   | W-Barmen, Sedanstraße – W-Barmen Bahnhof – W-Unterbarmen, Friedhof – Wuppertal Hbf – W-Elberfeld, Hamburger Treppe                                                 | 2/4 |
| 635   | W-Cronenberg, Mastweg – W-Cronenberg – W-Hahnerberg – Wuppertal Hbf – W-Uellendahl – W-Hatzfeld, Markland                                                          | 2/3 |
| 643   | W-Hardt, Kirchliche Hochschule – Wuppertal Hbf – W-Nordstadt, Lutherstift                                                                                          | 1/2 |
| 645   | W-Uellendahl, Raukamp Schleife – Wuppertal Hbf – W-Cronenberg, Universität – W-Hahnerberg, Schulzentrum Süd                                                        | 1/3 |
| 647   | Wuppertal Hbf – Velbert-Neviges Markt/Bahnhof (– Velbert-Langenberg Bahnhof (– Velbert, Nierenhof Busbahnhof – Hattingen Mitte ))                                  | 2   |
| 649   | Wuppertal Hbf – Velbert-Neviges, Rosenhügel Bahnhof – Velbert-Tönisheide – Velbert-Mitte, Willy-Brandt-Platz – Velbert-Mitte, ZOB                                  | 5   |

### NachtExpress
| Linie | Linienverlauf |   |
| ----- | --- | - |
| NE1   | Wuppertal Hbf – W-Nützenberg, Kyhffhäuser Straße – W-Vohwinkel Bahnhof – W-Vohwinkel, Obere Engelshöhe – W-Vohwinkel, Dasnöckel – Wuppertal Hbf                                                                   | 5 |
| NE2   | Wuppertal Hbf – W-Katernberg, Am Eckbusch – W-Wieden Schleife – W-Elberfeld, Otto-Hausmann-Ring – Wuppertal Hbf                                                                                                   | 5 |
| NE3   | Wuppertal Hbf – W-Uellendahl, Raukamp Schleife – W-Dönberg – W-Hatzfeld – W-Uellendahl, Raukamp Schleife – Wuppertal Hbf                                                                                          | 4 |
| NE4   | Wuppertal Hbf – W-Barmen, Am Engelnberg – W-Barmen, Alter Markt – W-Wichlinghausen Markt – W-Barmen, Sternenberg – W-Barmen, Alter Markt – W-Barmen, Am Engelnberg – Wuppertal Hbf                                | 4 |
| NE5   | Wuppertal Hbf – W-Unterbarmen, Friedhof – W-Barmen – W-Heckinghausen – W-Langerfeld, Markt – W-Nächstebreck – W-Oberbarmen Bahnhof – W-Barmen Bahnhof – Wuppertal Hbf                                             | 4 |
| NE6   | Wuppertal Hbf – W-Südstadt – W-Ronsdorf Markt – W-Ronsdorf Bahnhof – W-Südstadt – Wuppertal Hbf | 3 |
| NE7   | Wuppertal Hbf – W-Hahnerberg, Schulzentrum Süd – W-Cronenberg, Rathaus – W-Cronenberg, Sudberg – W-Cronenberg, Rathaus – W-Hahnerberg, Schulzentrum Süd – Wuppertal Hbf                                           | 3 |
| NE15  | Wuppertal Hbf – W-Hahnerberg – W-Cronenberg, Cronenfeld – Remscheid, Gerstau – Remscheid, Hauptbahnhof – Remscheid, Gerstau – W-Cronenberg, Cronenfeld – W-Hahnerberg – W-Cronenberg, Universität – Wuppertal Hbf | 3 |